# Gekko vertebralis
Der Gekko vertebralis (japanisch アマミヤモリ, Amami-Yamori) ist eine Geckoart aus der Gattung Gekko, die in Japan verbreitet ist.

## Merkmale
Gekko vertebralis

Link zum Bild

Das Artepitheton vertebralis bezieht sich auf eine Reihe von markanten hellen Stellen zwischen dunklen Flecken auf der Mitte des Rückens, die zusammen ein wirbelsäulenähnliches Muster bilden. Die Grundfarbe der Beschuppung ist beige und weist vor allem am Kopf und an den Körperseiten dunkelbraune Flecken auf. Der Kopf ist groß mit einer runden Schnauze. Die Grundfarbe ist auf der Halsunterseite hellgelb. Die Beschuppung ist dorsal am Hals und Rumpf feinkörnig, während sie am Kopf etwas größer ausfällt. Der Rostralschild ist rechteckig und es ist nur eine Internasale vorhanden. Die Nasenlöcher berühren jeweils den Rostralschild, die erste Supralabiale (Oberlippenschild), Supranasale und zwei vergrößerte Postnasalia (hinterer Nasenschild). Oberhalb der runden Ohreingänge befinden sich einige kleinere Tuberkel.
Gekko vertebralis unterscheidet sich von anderen Arten der Gattung außer G. tawaensis und G. shibatai durch das Fehlen ausgeprägter präanaler Poren bei adulten Männchen. G. vertebralis zeigt jedoch im Gegensatz zu G. tawaensis vergrößerte dorsale Tuberkel. Morphologisch ähneln die Männchen am meisten G. shibatai, während die Weibchen eher mit G. hokouensis verwechselt werden können. G. vertebralis hat eine kleinere Internasale als G. shibatai. Zudem sind eine sich über Supralabialen und das Rostralschild erstreckende Stelle sowie ein Teil der Kehle bei G. shibatai leuchtend gelb gefärbt.
Der Karyotyp besteht aus 2n=38 Chromosomen.

## Lebensweise und Lebensraum

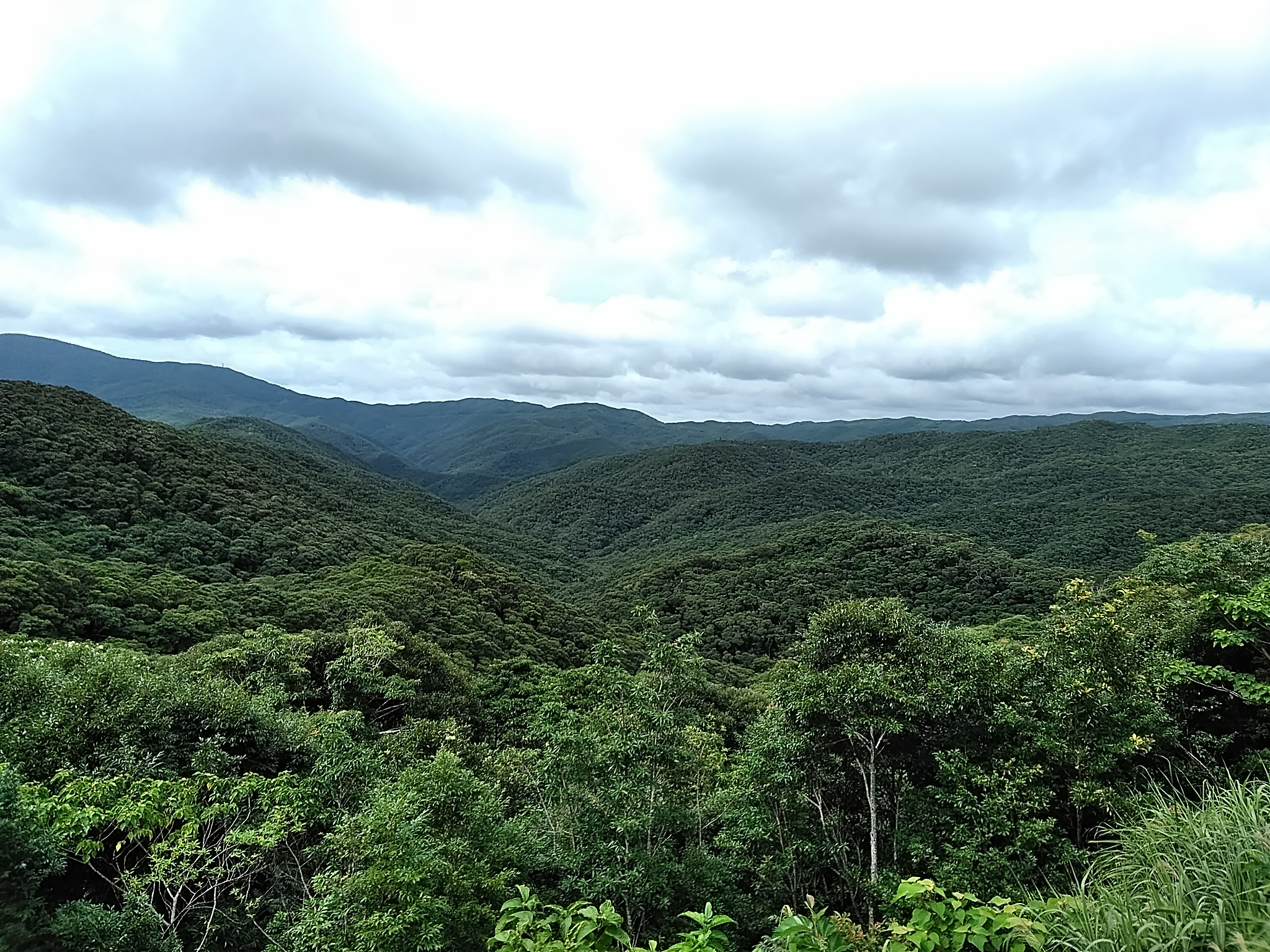
Habitatbeispiel auf Amami-Ōshima

Wie andere Geckoarten legt auch Gekko vertebralis kalkschalige Eier. Der Eidurchmesser liegt in Längsrichtung bei etwa 10 bis 13 mm und quer bei etwa 8 bis 10 mm. Nach dem Schlüpfen haben die Jungtiere eine Kopf-Rumpf-Länge von etwa 2,5 cm.
Gekko vertebralis kommt hauptsächlich in immergrünen Laubwäldern vor, gelegentlich jedoch auch in Kiefernwäldern und in angrenzenden offeneren Gebieten. Auf Inseln, auf denen die Art Gekko hokouensis sympatrisch vorkommen, verdrängen diese Gekko vertebralis jedoch aus offeneren Habitaten, sodass G. vertebralis sich dort in die Wälder zurückgezogen hat.

## Verbreitungsgebiet und Gefährdung
Gekko vertebralis ist auf der Amimi-Gruppe (Amami-Ōshima, Kakeromajima, Yorojima, Ukejima und Tokunoshima) und der Tokara-Gruppe (Kodakarajima) der Ryūkyū-Inseln verbreitet.
Die IUCN stuft die Art als nicht gefährdet (least concern) ein, da der Bestand stabil zu sein scheint. Mögliche Bedrohungen sind auf den Inseln eingeführte Mangusten und ein Rückgang an Lebensräumen durch Landentwicklungen.

## Systematik
Die Art wurde 2008 von Mamoru Toda, Showichi Sengoku, Tsutomu Hikida und Hidetoshi Ota erstbeschrieben. Es werden keine Unterarten unterschieden. Innerhalb der Gattung Gekko gehört Gekko vertebralis zur Untergattung Japonigekko.
Weitere in Japan verbreitete Arten der Gattung Gekko sind:
- G. hokouensis (jap. ミナミヤモリ, Minami-Yamori)
- G. japonicus (jap. ホンヤモリ, Nihon-Yamori)
- G. shibatai (jap. タカラヤモリ, Takara-Yamori)
- G. tawaensis (jap. タワヤモリ, Tawa-Yamori)
- G. yakuensis (jap. ヤクヤモリ, Yaku-Yamori)

Die letzten drei Arten G. shibatai, G. tawaensis und G. yakuensis sind ebenfalls ausschließlich in Japan verbreitet, während G. hokouensis und G. japonicus auch in China und Taiwan bzw. China und Südkorea vorkommen.